# Li Jiajun
Li Jiajun (chiń. 李佳軍; ur. 15 października 1975 w Changchunie) – chiński łyżwiarz szybki specjalizujący się w short tracku, multimedalista igrzysk olimpijskich i mistrzostw świata.
Czterokrotnie uczestniczył w zimowych igrzyskach olimpijskich. Podczas igrzysk w Lillehammer w 1994 roku wystąpił w trzech konkurencjach – zajął 16. miejsce w biegu na 500 i 1000 m oraz 7. pozycję w biegu sztafetowym. Cztery lata później na igrzyskach w Nagano wziął udział w tych samych konkurencjach. Zdobył wówczas srebrny medal olimpijski w biegu na 1000 m i brązowy w biegu sztafetowym (wraz z nim w sztafecie wystąpili An Yulong, Feng Kai i Yuan Ye), a w biegu na 500 m był dziewiąty. Podczas kolejnych zimowych igrzysk, w 2002 roku w Salt Lake City, wywalczył srebrny medal w biegu na 1500 m i brązowy w biegu sztafetowym (wraz z nim w sztafecie zaprezentowali się Feng Kai, Guo Wei, An Yulong i Li Ye), w pozostałych biegach był ósmy na 1000 m i dziesiąty na 500 m. W ostatnim starcie olimpijskim, w 2006 roku na igrzyskach w Turynie, zdobył brązowy medal w biegu na 1500 m, był piąty w sztafecie, szósty na dystansie 1000 m i został zdyskwalifikowany w biegu na 500 m.
Zdobył 19 medali mistrzostw świata (8 złotych, 3 srebrne i 8 brązowych), 6 medali drużynowych mistrzostw świata (2 złote, 2 srebrne i 2 brązowe), 8 medali zimowych igrzysk azjatyckich (4 złote, 2 srebrne i 2 brązowe) oraz 4 medale zimowej uniwersjady (2 złote, 1 srebrny i 1 brązowy).